# George Canning
George Canning (n. 11 aprilie 1770, Londra, Regatul Marii Britanii – d. 8 august 1827, Greater London, Anglia, Regatul Unit al Marii Britanii și Irlandei) a fost un politician britanic, prim ministru al Regatului Unit în perioada aprilie-august 1827.